# Płaszczykowate
Płaszczykowate (Bethylidae) – rodzina owadów z rzędu błonkówek i grupy żądłówek.

## Zasięg występowania
Płaszczykowate występują na całym świecie, najbardziej zróżnicowane są w strefie tropikalnej. W Polsce prawdopodobnie kilkadziesiąt gatunków.

## Ewolucja
Najstarsi przedstawiciele tej rodziny znani są z bursztynu libańskiego z barremu.

## Budowa ciała
Osiągają 2,5–10 mm długości. Czułki z 12–13 segmentami. Ciało lekko spłaszczone. Zazwyczaj uskrzydlone, jednak u wielu gatunków samice są bezskrzydłe. Ubarwienie brunatne do czarnego.

## Biologia i ekologia
Płaszczykowate są parazytoidami larw chrząszczy i motyli (wyjątkowo innych owadów). Jednak niektóre gatunki zachowują się podobnie jak drapieżne osy – przed złożeniem jaj żądlą swoje ofiary paraliżując je, następnie często odciągają je w ustronne miejsce, gdzie następuje składanie jaj i rozwój potomstwa. Przepoczwarczenie następuje na zewnątrz ciała żywiciela.

## Systematyka
Do płaszczykowatych zaliczanych jest 5 żyjących podrodzin:
- Pristocerinae
- Epyrinae
- Mesitiinae
- Bethylinae
- Scleroderminae

oraz 3 wymarłe:
- †Lancepyrinae
- †Protopristocerinae
- †Holopsenellinae